# Hong Jun

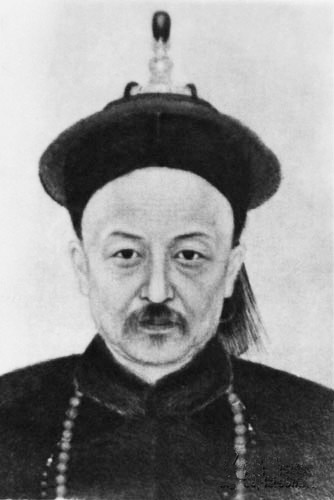
Zu Lebzeiten angefertigtes Porträt Hong Juns.

Hong Jun (chinesisch 洪钧, Pinyin Hóng Jūn; geboren 1839 in Suzhou, Provinz Jiangsu, Chinesisches Kaiserreich; gestorben 2. Oktober 1893 in Peking) war ein chinesischer Diplomat und Gelehrter.

## Leben
Hong Jun legte 1868 die Palastprüfung als Jahrgangsbester ab und wurde 1883 stellvertretender Kanzler des kaiserlichen Großsekretariats und stellvertretender Minister für Riten. Von 1884 bis 1887 trauerte er um seine Mutter.
Am 23. Juni 1887 wurde Hong Jun von der Qing-Regierung zum Gesandten in Russland, Deutschland, Österreich-Ungarn und den Niederlanden ernannt. Für die Mission engagierte er Sai Jinhua und wurde mit Amtssitz Berlin auch bei den Höfen von Wien, Sankt Petersburg und Den Haag akkreditiert.
In seine Amtszeit fiel der Amtswechsel von Wilhelm I. zu Wilhelm II. Bis 1890 war sein Berliner Amtssitz die Villa von der Heydt; anschließend residierte er bis zum 4. Mai 1891 In den Zelten Nr. 14.
Vom 15. Dezember 1891 bis im Oktober 1893 war er Stellvertretender Verteidigungsminister und zum Zongli Yamen abgeordnet.

## Veröffentlichungen
- History of Yuan Yiwen Zhengbu